# Agenzia Spaziale Italiana
Agenzia Spaziale Italiana (ASI) är den italienska myndigheten ansvarig för rymdfart etablerad 1988. 1959-1988 fanns verksamheten i ett italienskt rymdforskningsprogram. Myndighetens huvudkontor är i Rom.